# Radio Rijekas byggnad
Radio Rijekas byggnad (kroatiska: Zgrada Radio Rijeke) är en kulturmärkt byggnad i Rijeka i Kroatien. Byggnaden ligger vid Rijekaresolutionens torg och huvudgatan Korzo. Den uppfördes år 1848 i Biedermeierstil enligt ritningar av arkitekten Anton Deseppio. Sedan den 1951 har den lokala radiostation Radio Rijeka sitt säte i byggnaden som är en av de mer framträdande vid stadens huvudgata.

## Historik
Radio Rijekas byggnad uppfördes år 1848 för Casino patriotticos räkning och blev en samlingspunkt för den italiensktalande lokala eliten i den då österrikiska hamnstaden som vid byggnadens uppförande var känd under sitt italienska namn Fiume. Från år 1889 kom den att rymma den Kroatiska läsesalen och blev den lokala kroatiska befolkningens kulturella och politiska centrum. I hallen som vetter mot Korzo antogs Rijekaresolutionen år 1905.

## Arkitektur
Den sida av byggnaden som ligger mot huvudgatan har dekorativa ornament och en balkong som bärs upp av fyra kolonner. Passagen under balkongen förbinder Korzo med Rijekaresolutionens torg. Byggnadens baksida är mer sparsamt dekorerad.